# جک نیبلو
جک نیبلو (انگلیسی: Jack Nibloe; ۱ ژوئن ۱۹۳۹) بازیکن فوتبال اهل بریتانیا بود.
از باشگاه‌هایی که در آن بازی کرده است می‌توان به باشگاه فوتبال استوک‌پورت کانتی، باشگاه فوتبال شفیلد یونایتد، باشگاه فوتبال استوک سیتی، و باشگاه فوتبال دونکستر راورز اشاره کرد.